# Fessenheim
Fessenheim település Franciaországban, Haut-Rhin megyében. Lakosainak száma 2335 fő (2022. január 1.). Fessenheim Hirtzfelden, Balgau, Blodelsheim, Roggenhouse, Neuenburg am Rhein, Hartheim am Rhein és Heitersheim községekkel határos.

## Népesség
A település népességének változása:
| Lakosok száma | 2323 | 2389 | 2434 | 2353 | 2310 | 2267 | 2282 | 2299 | 2335 |
|               | 2013 | 2015 | 2016 | 2017 | 2018 | 2019 | 2020 | 2021 | 2022 |